# حزب شيغا
حزب شيغا هو حزب محافظ وطني شعبوي يميني من البرتغال، تأسس في 9 أبريل 2019.